# Экстрём, Анита
Гертруда Анита Экстрём (швед. Gertrud Anita Ekström; 13 января 1943, Сольна, Стокгольм — 18 июня 2022) — шведская актриса, обладатель премии «Золотой жук» за 1969/70 год.

## Биография
Анита Экстрём стала актрисой во многом случайно. Когда её сестра Карин поступила в театральную школу, Анита решила поступить также. До этого она в течение трёх лет работала в администрации электростанции. В 1967 году Анита Экстрём закончила театральную школу в Гётеборге. Первым местом её работы в качестве актрисы стал Стокгольмский городской театр, где она выступала с 1966 по 1969 год. После короткого пребывания в «Протеатерн» (филиал Национального театра), она в 1971 году вернулась на прежнее место.
Одним из наиболее крупных достижений Экстрём в кинематографе стала роль Ингер в фильме Jänken (1970), за которую она была награждена премией «Золотой жук» как лучшая актриса в главной роли. На телевидении она также сыграла роль мисс Этернелл в сериале Pip-Larssons (1998).
Кроме «Золотого жука» Экстрём была удостоена ещё нескольких наград: стипендии Даниэля Энгдаля (1970), стипендии Карла Окермарка (2002), стипендии Де Валя от Театральной ассоциации (2002) и премии «Золотая маска» (2005).
В 1990 году вышла замуж за Лейфа Онгстрёма, сына метеоролога Андерса Онгстрёма и Анна-Греты Монтелиус.
Скончалась 18 июня 2022 года.

## Фильмография

### Фильмы
- 1969 — Ni ljuger
- 1970 — Jänken
- 1971 — Jääärnvägar!!!
- 1973 — Ska vi hem till dig… eller hem till mig… eller var och en till sitt?
- 1974 — En handfull kärlek
- 1976 — Kamrer Gunnarsson i skärgården
- 1977 — Tabu
- 1978 — Der Schimmelreiter
- 1979 — En kärleks sommar
- 1979 — Linus eller Tegelhusets hemlighet (озвучивание)
- 1979 — Misantropen
- 1979 — Jag är Maria
- 1980 — Barnens ö
- 1981 — Tuppen
- 1981 — Dagar i Gdansk
- 1982 — Lysistrate
- 1987 — Mälarpirater
- 1988 — Behöriga äga ej tillträde
- 1988 — Råttornas vinter
- 1989 — 1939
- 1990 — Kaninmannen
- 1990 — Från de döda
- 1993 — Brandbilen som försvann
- 1993 — Roseanna
- 1997 — En frusen dröm
- 1999 — Annika — ett brott, ett straff, ett liv

### Телесериалы
- 1977 — Tjejerna gör uppror
- 1981 — Babels hus
- 1985 — Korset
- 1985 — August Strindberg ett liv
- 1993 — Snoken
- 1994 — År av drömmar
- 1996 — Torntuppen
- 1998 — Pip-Larssons
- 2001 — Återkomsten
- 2005 — Livet enligt Rosa

## Театральные работы

### Избранные роли
| Год  | Роль                 | Спектакль автор                                                    | Режиссёр                           | Театр                              |
| ---- | -------------------- | ------------------------------------------------------------------ | ---------------------------------- | ---------------------------------- |
| 1971 | Элиза                | «Дикие лебеди» по сказке Х.-К. Андерсена                           | Фред Йельм                         | Стокгольмский городской театр      |
| 1973 | Анна-Лийса служанка  | «Сага о Йёсте Берлинге» по роману Сельмы Лагерлёф                  | Юхан Бергенстроле Мари-Луиза Экман | Стокгольмский городской театр      |
| 1974 | Сольвейг             | «Пер Гюнт» Хенрик Ибсен                                            | Фред Йельм                         | Стокгольмский городской театр      |
| 1975 | Аня                  | «Вишнёвый сад» Антон Чехов                                         | Ян Хокансон                        | Стокгольмский городской театр      |
| 1977 | Регина, дочь         | «Лобозицкая битва» Петер Хакс                                      | Фридо Сольтер                      | Стокгольмский городской театр      |
| 1979 | Саша, жена Платонова | «Безотцовщина» Антон Чехов                                         | Отомар Крейча                      | Стокгольмский городской театр      |
| 1981 | Ингрид Гадефельд     | Den gråtande polisen Стаффан Гёте                                  | Турбьёрн Астнер                    | Стокгольмский городской театр      |
| 1983 | Ольга                | «Три сестры» Антон Чехов                                           | Отомар Крейча                      | Стокгольмский городской театр      |
| 1985 | Лаурель              | Arnold Харви Фирштейн                                              | Ян Могорд                          | Стокгольмский городской театр      |
| 1986 | Титания              | «Парк» Бото Штраус, по комедии Уильяма Шекспира«Сон в летнюю ночь» | Ян Могорд                          | Стокгольмский городской театр      |
| 1989 | Эдна Грубер          | Besökare (нем. Besucher) Бото Штраус                               | Ян Могорд                          | Стокгольмский городской театр      |
| 2002 | Корин                | «Как вам это понравится» Уильям Шекспир                            | Юханна Гарпе                       | Стокгольмский городской театр      |
| 2002 | Ткачиха              | «Мио, мой Мио» Кристина Лугн                                       | Стина Анкер                        | Стокгольмский городской театр      |
| 2008 | Гарсон Коннер        | Lögn i helvete (англ. The Lying Kind) Энтони Нейлсон               | Ларс Амбле                         | Васатеатерн Чайнатеатерн           |
| 2017 | «H»                  | Vintermusik Ларс Нурен                                             | София Юпитер                       | Театр Стокгольмского дома культуры |